# Sulcicnephia petrovae
Sulcicnephia petrovae är en tvåvingeart som beskrevs av Rubtsov 1976. Sulcicnephia petrovae ingår i släktet Sulcicnephia och familjen knott. Inga underarter finns listade i Catalogue of Life.